# Cheria
Cheria (în arabă الشريعة) este o comună din provincia Tébessa, Algeria.
Populația comunei este de 75.344 locuitori (2008).